# فرودگاه صحرایی اورلینگ‌هاوزن
فرودگاه صحرایی اورلینگ‌هاوزن (به انگلیسی: Oerlinghausen Airfield) (به زبان بومی: Oerlinghausen Segulfluplatz) یک فرودگاه همگانی است که یک باند فرود آسفالت دارد و طول باند آن ۶۰۰ متر است. این فرودگاه در شهر اورلینگ‌هاوزن کشور آلمان قرار دارد و در ارتفاع ۱۷۰ متری از سطح دریا واقع شده‌است.